# Aphanocephalus chujoi
Aphanocephalus chujoi là một loài bọ cánh cứng trong họ Discolomatidae. Loài này được John miêu tả khoa học năm 1955.